# Dennis van de Ven
Dennis van de Ven (Weert, 28 februari 1973) is een Nederlands regisseur, acteur, schrijver, zanger, cabaretier en televisiemaker.
Van de Ven werd geboren in Weert als zoon van een snackbarhouder, hij groeide op in Swalmen. Hij studeerde in 1996 af als toneelregisseur aan de Toneelacademie in Maastricht.
Op televisie is of was hij te zien in Kannibalen (2006, BNN), De Staat van Verwarring (2006, VPRO, onder meer als de "Verwarringsmonteur", die absurde enquêtes afneemt bij voorbijgangers op straat), Nieuw Dier (2006, Talpa/RTL), Grenzeloos (2007, NOX), Draadstaal (2007, VPRO) en NeonLetters (2010, AVRO). Ook werkt hij achter de schermen (veelal voor of bij productiebedrijf CCCP), zo heeft hij in de redactie van De Wereld Draait Door gezeten. Bovendien vormt hij met Jeroen van Koningsbrugge het muzikale cabaretduo Jurk! (in 2001 verscheen de theatervoorstelling Bakermat; in 2010 kwam de debuut-cd Avondjurk uit). Verder schreef hij columns voor Sp!ts. In 2012 schreef en regisseerde Van de Ven de voorstelling Haantjes, naar het gelijknamige boek van Kluun. In het voorjaar van 2014 startte bij BNN het programma Smeris, waarin Van de Ven samen met Van Koningsbrugge de hoofdrol speelt.
Bij wijze van grap werd Van de Vens naam gebruikt in tv-reclamespotjes van Citroën voor een personage dat werd vertolkt door Van Koningsbrugge. In 2021 presenteerde hij samen met Van Koningsbrugge het tv-programma Stilte AUB!
Van de Ven had een periode een relatie met actrice Susan Visser. Eind oktober 2011 gaf het stel aan uit elkaar te zijn.

## Filmografie

### Acteur
- 2018 - The Passion - rol: Politieagent 2 (als Willem Niessen)
- 2015-heden - Draadstaal - Meerdere rollen
- 2014-2019 - Smeris - Willem Niessen
- 2010 - NeonLetters - Meerdere rollen
- 2009 - Nieuw Dier - Meerdere rollen
- 2007 - Draadstaal - Meerdere rollen
- 2004 - Snacken - Man
- 2004 - Hart van een aap - Aap

### Scenarioschrijver
- 2014-2020 - Smeris
- 2007-heden - Draadstaal
- 2014 - Loodvrij
- 2011-2012 - Iedereen is gek op Jack
- 2010 - NeonLetters
- 2010 - Suiker
- 2002 - The Champ

### Regisseur
- 2014 - Loodvrij